# Światowy Dzień Pokoju
Światowy Dzień Pokoju – obchody ustanowione z inicjatywy francuskiego filozofa, podróżnika i humanisty Raoula Follereau przez papieża Pawła VI listem z 8 grudnia 1967, skierowanym nie tylko do wiernych Kościoła katolickiego, ale do wszystkich ludzi dobrej woli. Obchodzony jest 1 stycznia. Co roku ma inny temat wybrany przez papieża, który wydaje z tej okazji orędzie, poruszające różne problemy związane z tematyką pokoju.

## Idea Światowego Dnia Pokoju
W orędziu wydanym na I Światowy Dzień Pokoju (1.01.1968) papież Paweł VI, przedstawiając jego ideę, napisał m.in.:
"Zwracamy się do wszystkich ludzi dobrej woli z wezwaniem, aby dzień 1 stycznia 1968 r. był obchodzony na całym świecie jako "Dzień Pokoju". Pragnęlibyśmy też, by obchody te ponawiano każdego roku, tak aby pierwszy dzień w kalendarzu, który odmierza rytm ludzkiego życia w czasie, stał się jak gdyby zapowiedzią i obietnicą tego, iż w przyszłych dziejach ludzkości będzie panował pokój, oparty na sprawiedliwej i dobroczynnej równowadze.
Sądzimy, że propozycja ta wyraża pragnienia narodów i ich rządów, instytucji międzynarodowych starających się zachować pokój na świecie, instytucji religijnych głęboko zainteresowanych umacnianiem pokoju, ruchów kulturalnych, politycznych i społecznych, które z pokoju czynią swój ideał, młodzieży, najwyraźniej dostrzegającej nowe drogi cywilizacji i konieczność jej pokojowego rozwoju, ludzi mądrych, którzy widzą, jak bardzo pokój jest dziś niezbędny i zarazem zagrożony.
Propozycja ustanowienia pierwszego dnia roku "Dniem Pokoju" nie ma być zatem inicjatywą wyłącznie naszą, religijną, to znaczy katolicką; pożądane jest, aby przyłączyli się do niej wszyscy prawdziwi przyjaciele pokoju, jak gdyby była to ich własna inicjatywa, oraz by wyrażała się ona w dowolnych formach, odpowiadających indywidualnemu charakterowi wszystkich, którzy dostrzegają, jak piękne i jak niezbędne dla umocnienia pokoju – tego podstawowego dobra – jest połączenie wszystkich głosów współczesnej ludzkości w jednogłośny chór."

## Tematy kolejnych Światowych Dni Pokoju
Paweł VI
- 1968 – O uroczystym obchodzeniu “Dnia Pokoju” (był to właściwie dokument programowy, a nie orędzie we właściwym znaczeniu; I Światowy Dzień Pokoju)
- 1969 – Obrona praw człowieka – drogą do pokoju (II)
- 1970 – Pojednanie wychowuje do pokoju (III)
- 1971 – Każdy człowiek jest moim bratem (IV)
- 1972 – Jeśli pragniesz pokoju, pracuj na rzecz sprawiedliwości (V)
- 1973 – Pokój jest możliwy (VI)
- 1974 – Pokój zależy również od ciebie (VII)
- 1975 – Pojednanie drogą do pokoju (VIII)
- 1976 – Prawdziwy oręż pokoju (IX)
- 1977 – Jeśli chcesz pokoju, broń życia (X)
- 1978 – Odrzucamy przemoc, popieramy pokój (XI)

Jan Paweł II
- 1979 – Osiągniemy pokój, wychowując do pokoju (było to ostatnie hasło, przygotowane przez Pawła VI, orędzie napisał już Jan Paweł II) (XII)
- 1980 – Prawda siłą pokoju (XIII)
- 1981 – Chcesz służyć pokojowi – szanuj wolność (XIV)
- 1982 – Pokój – dar Boga powierzony ludziom (XV)
- 1983 – Dialog na rzecz pokoju wyzwaniem dla naszych czasów (XVI)
- 1984 – Pokój rodzi się z serca nowego (XVII)
- 1985 – Pokój i młodzi idą razem (XVIII)
- 1986 – Pokój jest wartością, która nie zna podziałów na Północ-Południe, Wschód-Zachód: jest tylko jeden pokój (XIX)
- 1987 – Rozwój i solidarność: dwie drogi wiodące do pokoju (XX)
- 1988 – Wolność religijna warunkiem pokojowego współżycia (XXI)
- 1989 – Poszanowanie mniejszości warunkiem pokoju (XXII)
- 1990 – Pokój z Bogiem Stwórcą, pokój z całym stworzeniem (XXIII)
- 1991 – Poszanowanie sumienia każdego człowieka warunkiem pokoju (XXIV)
- 1992 – Wierzący zjednoczeni w budowaniu pokoju (XXV)
- 1993 – Jeśli pragniesz pokoju, wyjdź naprzeciw ubogim (XXVI)
- 1994 – Rodzina źródłem pokoju dla ludzkości (XXVII)
- 1995 – Kobieta wychowawczynią do życia w pokoju (XXVIII)
- 1996 – Zapewnijmy dzieciom przyszłość w pokoju (XXIX)
- 1997 – Przebacz, a zaznasz pokoju (XXX)
- 1998 – Sprawiedliwość każdego człowieka źródłem pokoju dla wszystkich (XXXI)
- 1999 – Poszanowanie praw człowieka warunkiem prawdziwego pokoju (XXXII)
- 2000 – Na ziemi pokój ludziom, których Bóg miłuje (XXXIII)
- 2001 – Dialog między kulturami drogą do cywilizacji miłości i pokoju (XXXIV)
- 2002 – Nie ma pokoju bez sprawiedliwości, nie ma sprawiedliwości bez przebaczenia (XXXV)
- 2003 – “Pacem in terris”: nieustanne zobowiązanie (XXXVI)
- 2004 – Zawsze aktualne zadanie: wychowywać do pokoju (XXXVII)
- 2005 – “Nie daj się zwyciężyć złu, ale zło dobrem zwyciężaj” (Rz 12,21) (XXXVIII)

Benedykt XVI
- 2006 – Pokój w prawdzie (XXXIX)
- 2007 – Osoba ludzka sercem pokoju (XL)
- 2008 – Rodzina wspólnotą pokoju (XLI)
- 2009 – Zwalczanie ubóstwa drogą do pokoju (XLII)
- 2010 – Jeśli chcesz krzewić pokój, strzeż dzieła stworzenia (XLIII)
- 2011 – Wolność religijna drogą do pokoju (XLIV)
- 2012 – Wychowanie młodzieży do sprawiedliwości i pokoju (XLV)
- 2013 – Błogosławieni, którzy wprowadzają pokój (XLVI)

Franciszek
- 2014 – Braterstwo podstawą i drogą do pokoju (XLVII)
- 2015 – Wspólnie przeciw niewolnictwu (XLVIII)
- 2016 – Przezwycięż obojętność i zyskaj pokój (XLIX)
- 2017 – Wyrzeczenie się przemocy: styl polityki na rzecz pokoju (L)
- 2018 – Migranci i uchodźcy: mężczyźni i kobiety w poszukiwaniu pokoju (LI)
- 2019 – Dobra polityka służy pokojowi (LII)
- 2020 – Pokój jako droga nadziei: dialog, pojednanie i nawrócenie ekologiczne (LIII)
- 2021 – Kultura troskliwości jako droga do pokoju (LIV)[1]